# Mandoline (keukengerei)

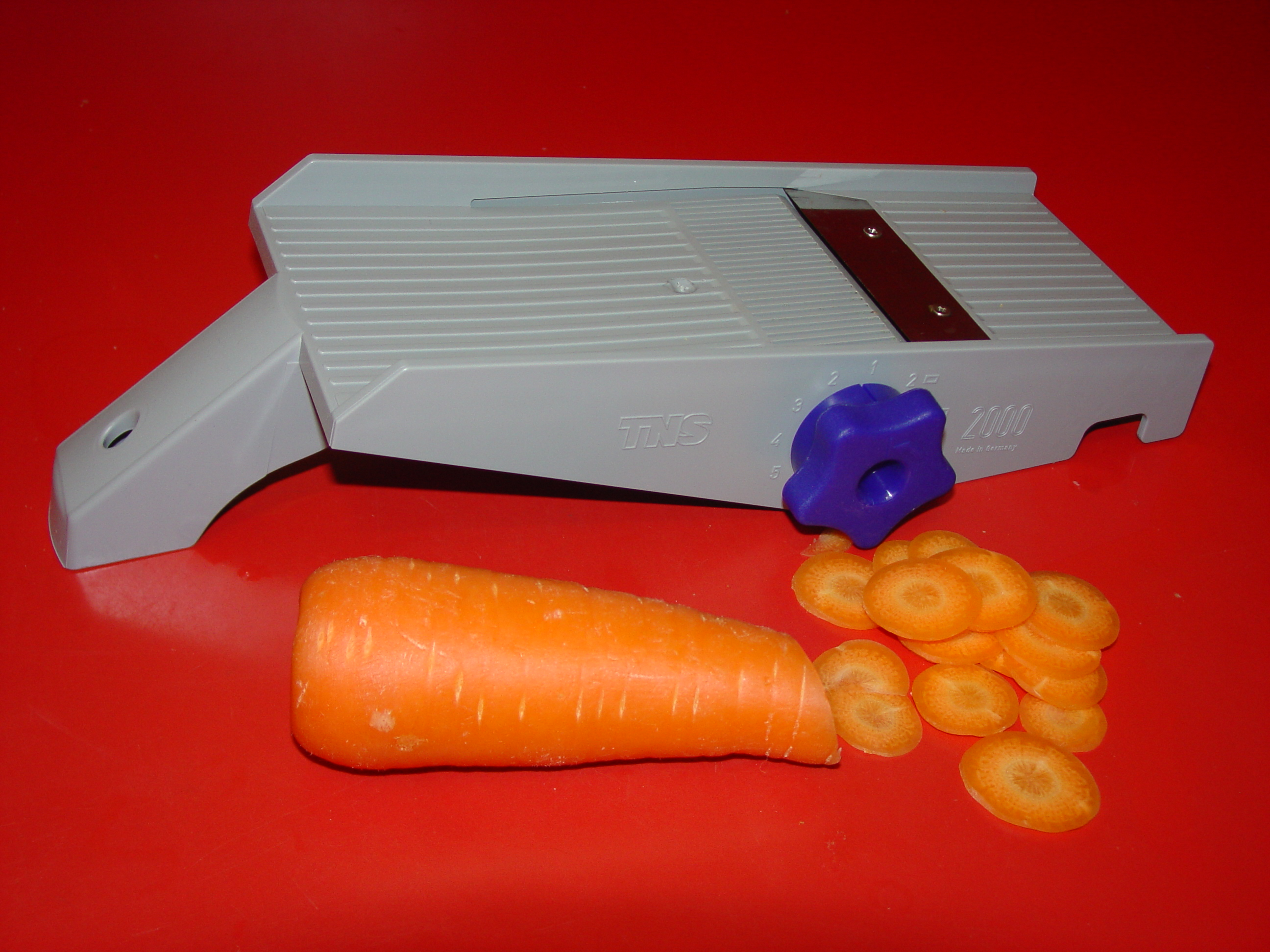
Plastic mandoline

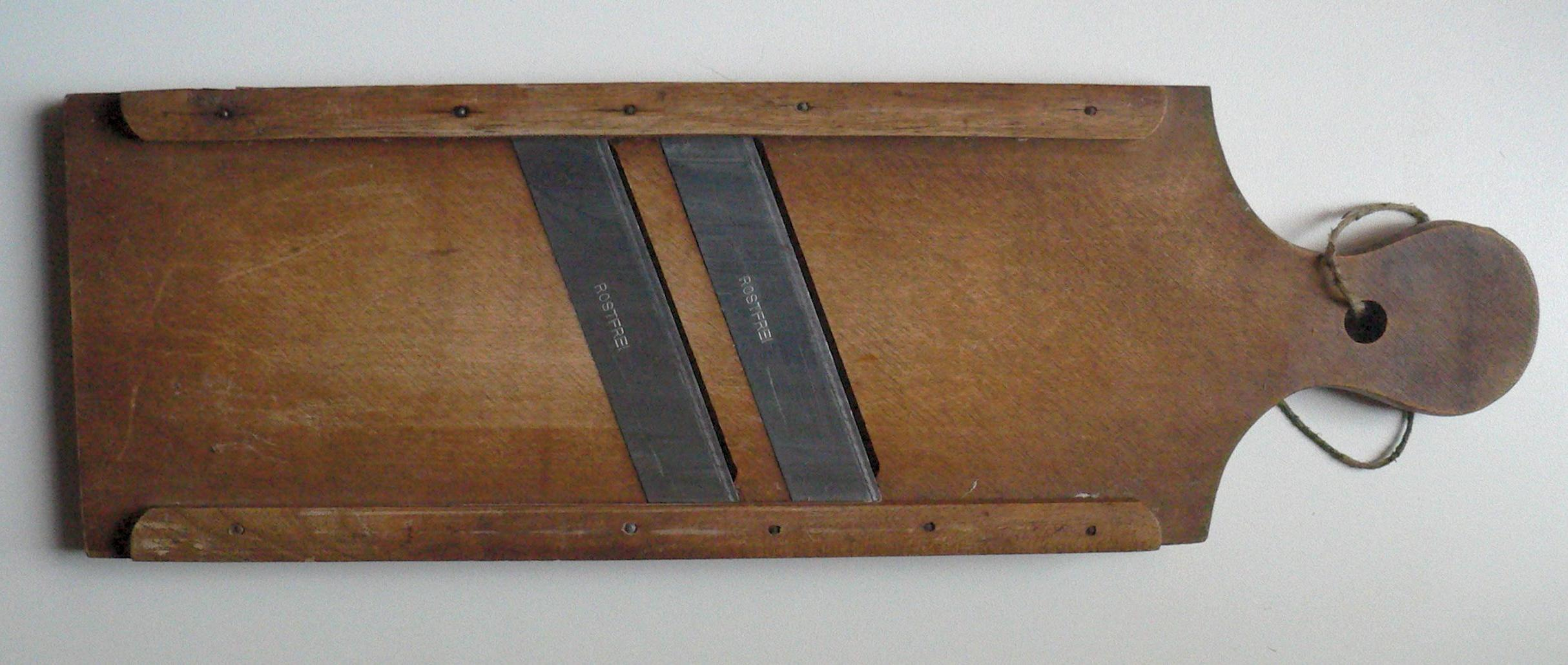
Houten mandoline, ca. 1920

Een mandoline is een rechthoekige rasp/schaaf, waarmee flinterdunne plakjes gemaakt kunnen worden door er een stuk groente of fruit overheen te bewegen. Veel mandolines hebben ook een functie waarmee julienne gemaakt wordt bijvoorbeeld voor wortelsalade.
Het gebruik van een mandoline zorgt voor dunne plakjes of reepjes gelijk van vorm en grootte. Bij verdere verwerking door koken, frituren of blancheren zijn gelijke stukjes gelijkmatig gaar. Een gebruiker van zo'n apparaat verkiest versheid van zijn ingrediënten boven snelheid van verwerking (wanneer hij voorgesneden ingrediënten gebruikt).
Een mandoline bevat scherpe messen waardoor men zonder het gebruik van een houder als hulpstuk bij het laatste eindje fruit of groente snijwonden oploopt.
Mandolines zijn er van simpel tot uitgebreid. Met of zonder houder en met of zonder een keuze van messen voor verschillende diktes. Tevens zijn er versies die op een opvangkom gelegd kunnen worden die als standaard dient. Deze opvangkom kan voorzien worden van een deksel, zodat de gesneden groenten hierin ook kunnen worden bewaard en/of opgediend. Duurdere apparaten hebben vaak de mogelijkheid om bot geworden mesdelen te vervangen.